# Kate Murtagh
Pour les articles homonymes, voir Murtagh.
Kate Murtagh est une actrice et chanteuse américaine née le 29 octobre 1920 à Los Angeles (Californie) où elle est morte le 10 septembre 2017.
Elle est notamment connue pour avoir formé avec ses sœurs le trio vocal comique The Murtagh Sisters.

## Biographie

### Jeunesse
Kate Murtagh naît le 29 octobre 1920 à Los Angeles dans une famille de musiciens. Sa mère, Wootson Davis (1884-1958), chanteuse et parolière native du Missouri, s'installe à New York dans les années 1910 pour parfaire sa technique vocale. Elle épouse en 1914 Henry Bernard Murtagh (1890-1961), organiste, pianiste et chef d'orchestre. En poste au Liberty Theater de Portland, il est choisi en 1920 pour composer l'hymne de l'état de l'Oregon. La même année, il est engagé au Grauman's Theatre's de Los Angeles où naît sa fille aînée, Kate. À la fin des années 1920, il est engagé au Paramount Theater de New York. 

### Carrière
Sous l'impulsion de leurs parents, Kate et ses sœurs, Wootson Jean (1916-1985) et Onriett, créent un trio vocal alors que la famille habite encore à Los Angeles. Prenant au départ comme modèle les Pickens Sisters, elles adoptent rapidement un ton résolument comique, fait d'extravagances vocales et de grimaces, notamment pour Kate qui se distingue par sa taille et son physique (elle mesure 1,85 m). Sous le nom de Three Radio Kittens, elles se produisent à la radio dès 1934, ainsi qu'à Philadelphie et à San Francisco, entre autres. Elles apparaissent également en 1938 dans le film Le Collège en fête (Freshman Year) de Frank McDonald. 
Leur succès est à son apogée pendant les années de guerre. Elles participent à la tournée du spectacle Hellzapoppin' en 1940-1941 puis enregistrent à New York en 1942 tout en se produisant dans des cabarets à New York, Chicago et Washington. Elles jouent à Broadway en 1944 dans la revue Take a Bow avant de se séparer en 1946, Kate poursuivant une carrière en solo. Elle interprète notamment Melissa Tatum dans la pièce Texas, Li'l Darlin en 1949 à Broadway.
Elle apparaît par la suite dans plusieurs films et téléfilms dans les années 1970, ainsi que dans de nombreuses séries comme It's a Man's World (en) entre 1962 et 1963. 

### Dernières années
Kate Murtagh prend sa retraite artistique à la fin des années 1990 et s'installe à la Motion Picture and Television Country House à Woodland Hills où elle meurt le 10 septembre 2017 à l'âge de 96 ans,.

## Théâtre
- 1944 : Take a Bow, revue de Ted Murray et Benny Davis, Broadhurst Theatre, Broadway (en tant que membre des Murtagh Sisters)
- 1949 : Texas, Li’l Darlin’, comédie musicale de John Whedon, Johnny Mercer et Robert Emmett Dolan, Mark Hellinger Theatre, Broadway : Melissa Tatum

## Filmographie
Sauf indication contraire, les informations mentionnées dans cette section peuvent être confirmées par la base de données cinématographiques IMDb,  présente dans la section « Liens externes ».

### Cinéma
En tant que membre des Murtagh Sisters
- 1938 : Le Collège en fête (en) (Freshman Year) de Frank McDonald
- 1939 : Swing Hotel, court métrage de Ralph Staub
- 1942 : Arthur Murray Taught Me Dancing in a Hurry, court métrage de Dave Gould

En tant que Kate Murtagh
- 1961 : Diamants sur canapé (Breakfast at Tiffany's) de Blake Edwards : la policière (non créditée)
- 1961 : Milliardaire pour un jour (Pocketful of Miracles) de Frank Capra : la masseuse (non créditée)
- 1961 : Gun Fight d'Edward L. Cahn : Molly
- 1961 : Sous le ciel bleu d'Hawaï (Blue Hawaii) de Norman Taurog : la femme à la fête
- 1972 : Another Nice Mess (en) de Bob Einstein : l'infirmière
- 1973 : Le Privé (The Long Goodbye) de Robert Altman : l'infirmière
- 1974 : Dirty O'Neil (en) de Leon Capetanos et Lewis Teague : Emily Jones
- 1975 : Adieu ma jolie (Farewell, My Lovely) de Dick Richards : Frances Amthor
- 1975 : Les Loubardes (en) (Switchblade Sisters) de Jack Hill : Mom Smackley
- 1977 : Enfer mécanique (The Car) d'Elliot Silverstein : Miss MacDonald
- 1983 : Doctor Detroit de Michael Pressman : Mom
- 1989 : Touche pas à ma fille (She's Out of Control) de Stan Dragoti : le chaperon
- 1992 : Waxwork 2 : Perdus dans le temps (Waxwork II: Lost in Time) d'Anthony Hickox :  l'infirmière-cheffe
- 1992 : Les Racines du mal (Roots of Evil) de Gary Graver : Maman
- 1997 : Le Maître du jeu (The Maker) de Tim Hunter : l'infirmière-cheffe

### Télévision

#### Téléfilms
- 1968 : Ombre sur Elveron (Shadow Over Elveron) de James Goldstone : Mrs. Wolinski (non créditée)
- 1973 : The Night Strangler (en) de Dan Curtis : Janie Watkins
- 1977 : McNamara's Band de Roger Duchowny
- 1978 : La Route à deux (en) (Just Me and You) de John Erman
- 1981 : Nichols and Dymes de Rod Daniel

#### Séries télévisées
- 1951 : Musical Comedy Time : No, No, Nanette : Winnie
- 1960 : Mes trois fils (My Three Sons), épisode Adjust or Bust (1.6) : Hewig
- 1961 : Denis la petite peste (Dennis the Menace), épisode Best Neighbor (3.2) : Crystalbell
- 1961 : 87th Precinct (en), épisode The Modus Man (1.4) : Mrs O'Connel
- 1962-1963 : It's a Man's World (en) : Iona Dobson (11 épisodes)
- 1963 : Gunsmoke, épisode The Odyssey of Jubal Tanner (8.36)
- 1963 : Glynis (en), épisode Two Way Stretch (1.9) : Big Bertha
- 1963  : Mes trois fils (My Three Sons), épisode Steve and the Viking (4.12) : Valberg
- 1964 : La Grande Caravane (Wagon Train), épisode The Geneva Balfour Story (7.18) : Hallie McGraw
- 1964 : Le Jeune Docteur Kildare (Dr. Kildare), épisode Night of the Beast (3.30) : l'infirmière Gordon
- 1964 : La Quatrième Dimension (The Twilight Zone), épisode Mr. Garrity and the Graves (5.32) : Zelda Gooberman
- 1964 : Many Happy Returns (en), épisode Walter Meets the Machine (1.2) : la troisième femme
- 1964 : Mickey (en), épisode The Case of the Slippery Slipsy (1.3) : Mrs. Worthington
- 1964 : Les Monstres (The Munsters), épisode A Walk on the Mild Side (1.3) : la grosse femme
- 1965: Des agents très spéciaux (The Man from UNCLE), épisode The Never-Never Affair (1.25) : Miss Raven
- 1965 : Laredo, épisode I See by Your Outfit (1.2) : la douairière
- 1965 : A Man Called Shenandoah (en), épisode The Reward (1.11) : Maude
- 1966 : Jinny de mes rêves (I Dream of Jeannie), épisode Permanent House Guest (1.24) : Agnes
- 1967 : Daniel Boone, épisode The Jasper Ledbetter Story (3.19) : Lucy Ledbedder
- 1972 : Médecins d'aujourd'hui (Medical Center), épisode Vision of Doom (4.1) : le professeur Doyle
- 1974 : Médecins d'aujourd'hui, épisode Three-Cornered Cage (6.4) : Martha
- 1976 : Delvecchio (en), épisode APB: Santa Claus (1.12) : Biddy
- 1977 : Mary Hartman, Mary Hartman (en), épisode 2.125 : Duke
- 1980 : Vivre à trois (Three's Company), épisode Downhill Chaser (5.4) : Gertrude
- 1983 : Loterie (Lottery!), épisode Detroit: The Price of Freedom (1.4) : Mrs. Bender
- 1985 : Trapper John, M.D. (en), épisode High Time (6.17) : Muley
- 1986 : Les Routes du paradis (Highway to Heaven), épisode Summit (2.20) : Rosalee Murphy
- 1986 : Clair de lune (Moonlighting), épisode Every Daughter's Father Is a Virgin (2.14) : la serveuse
- 1988 : Mathnet (en), épisode The View from the Rear Terrace (2.4) : Mrs. Selkirk
- 1988 : Clair de lune (Moonlighting), épisode Between a Yuk and a Hard Place (5.2) : la vielle femme
- 1997 : Dingue de toi (Mad About You), épisode Moody Blues (6.5)
- 1999 : Snoops (en), épisode pilote : la vielle femme

## Discographie
Kate Murtagh apparaît en 1979 sur la pochette de l'album Breakfast in America du groupe Supertramp, en costume de serveuse dans une pose imitant la statue de la liberté devant une vue aérienne de Manhattan ,.